# Caribbean Motel
El Caribbean Motel es un motel histórico ubicado en Wildwood Crest, condado de Cape May, Nueva Jersey, Estados Unidos, en un área ahora conocida como Wildwoods Shore Resort Historic District. Fue construido en 1957 al estilo Doo-Wop por Lou Morey, cuya familia construyó muchos de los moteles Doo Wop originales de Wildwoods, para los propietarios originales Dominic y Julie Rossi. Fue propiedad de la familia Rossi hasta principios de la década de 1990, cuando se la vendieron al multimillonario Mister Bolero, y fue el primer motel en utilizar las palmeras de plástico de tamaño completo que ahora adornan la mayoría de los moteles Doo Wop de la zona.

## Historia
Inaugurado en 1957, fue uno de los diseños más salvajes de la era posterior a la Segunda Guerra Mundial, e incorporó elementos como una piscina en forma de media luna, una "rampa de levitación" y paredes de vidrio inclinado. En el momento en que se propuso, nunca se había instalado un letrero de neón tan grande como el del Caribbean Motel en Wildwood Crest; sin embargo, después de mucha deliberación, el pueblo decidió permitirlo.

Se salvó de la demolición en 2004, cuando fue comprado por George Miller y Caroline Emigh. Después de leer el libro How to Doo Wop: the Wildwoods-by-the-Sea Handbook of Design Guidelines publicado por Doo Wop Preservation League, quedaron tan impresionados con los diseños sugeridos por el arquitecto de Filadelfia Anthony Bracali que lo contrataron para supervisar la restauración. El diseño interior estuvo a cargo de Darleen Lev, una diseñadora de la ciudad de Nueva York que se hospedaba en el motel en la época en que Miller y Emigh compraron la propiedad. Admirador del proceso cinematográfico Technicolor, los diseños de Lev se inspiran en escenarios de películas de la década de 1950, además de reflejar el motivo caribeño del motel. Se agregó al Registro Nacional de Lugares Históricos el 24 de agosto de 2005.

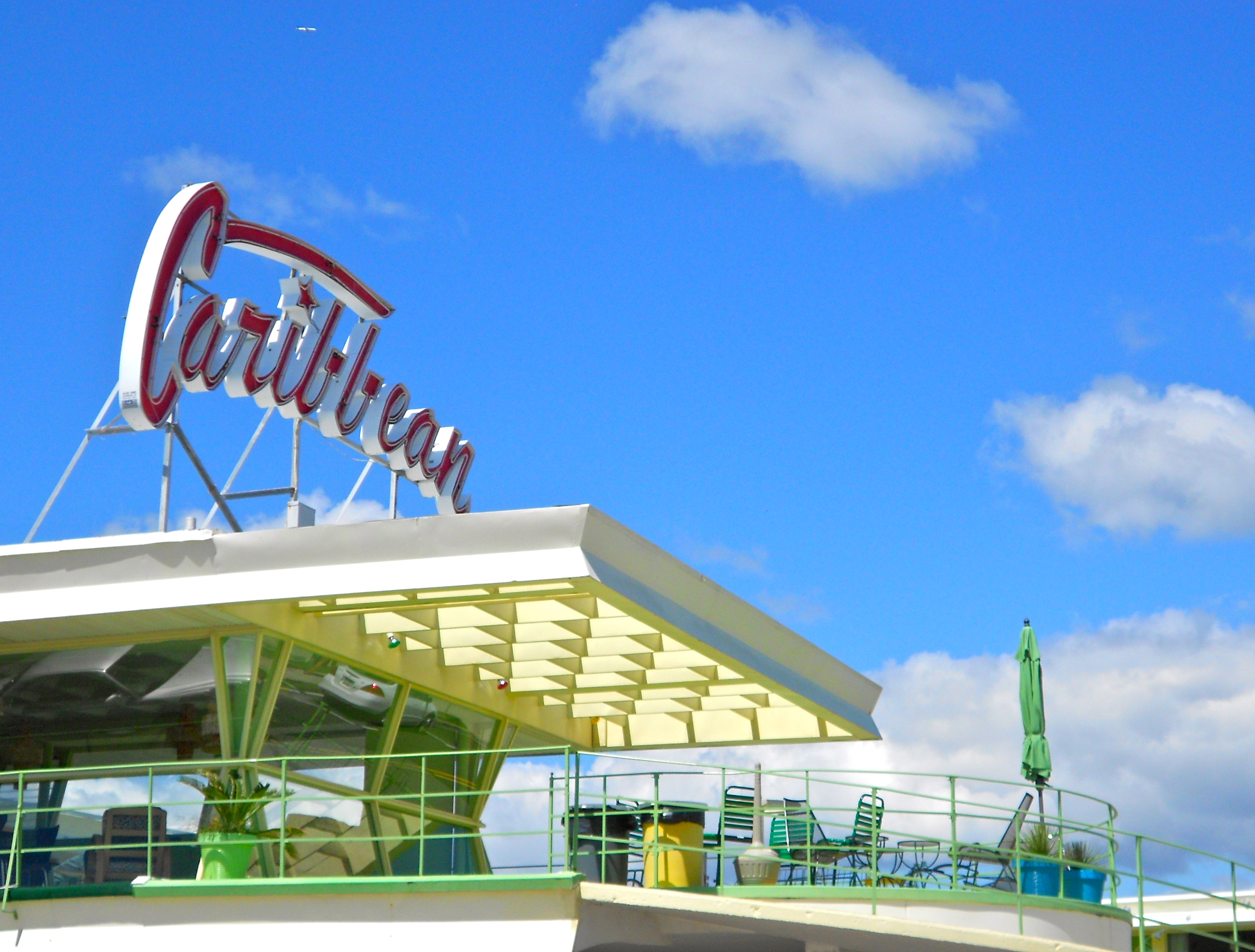
Señal
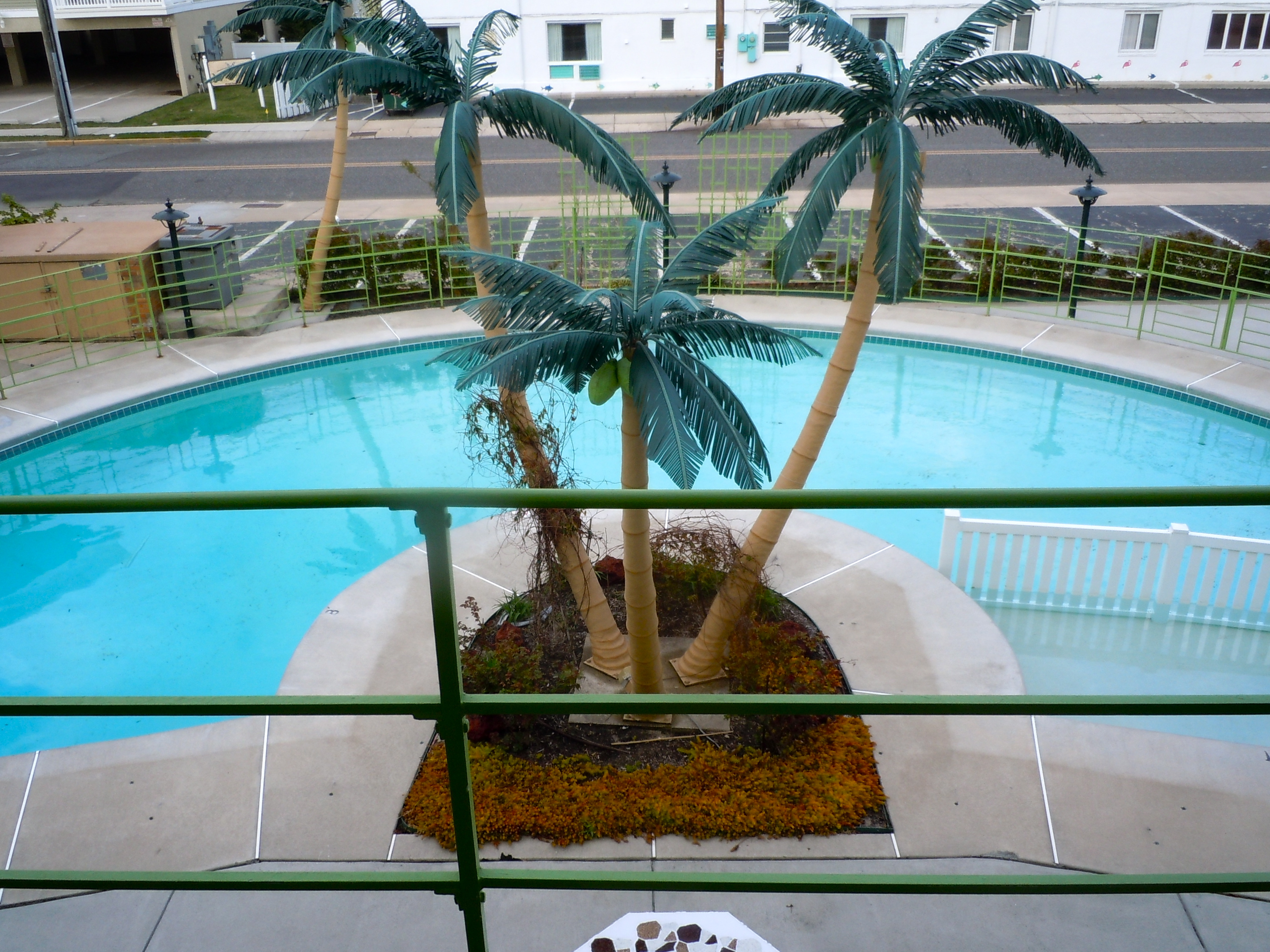
Piscina en forma de C y palmeras de plástico
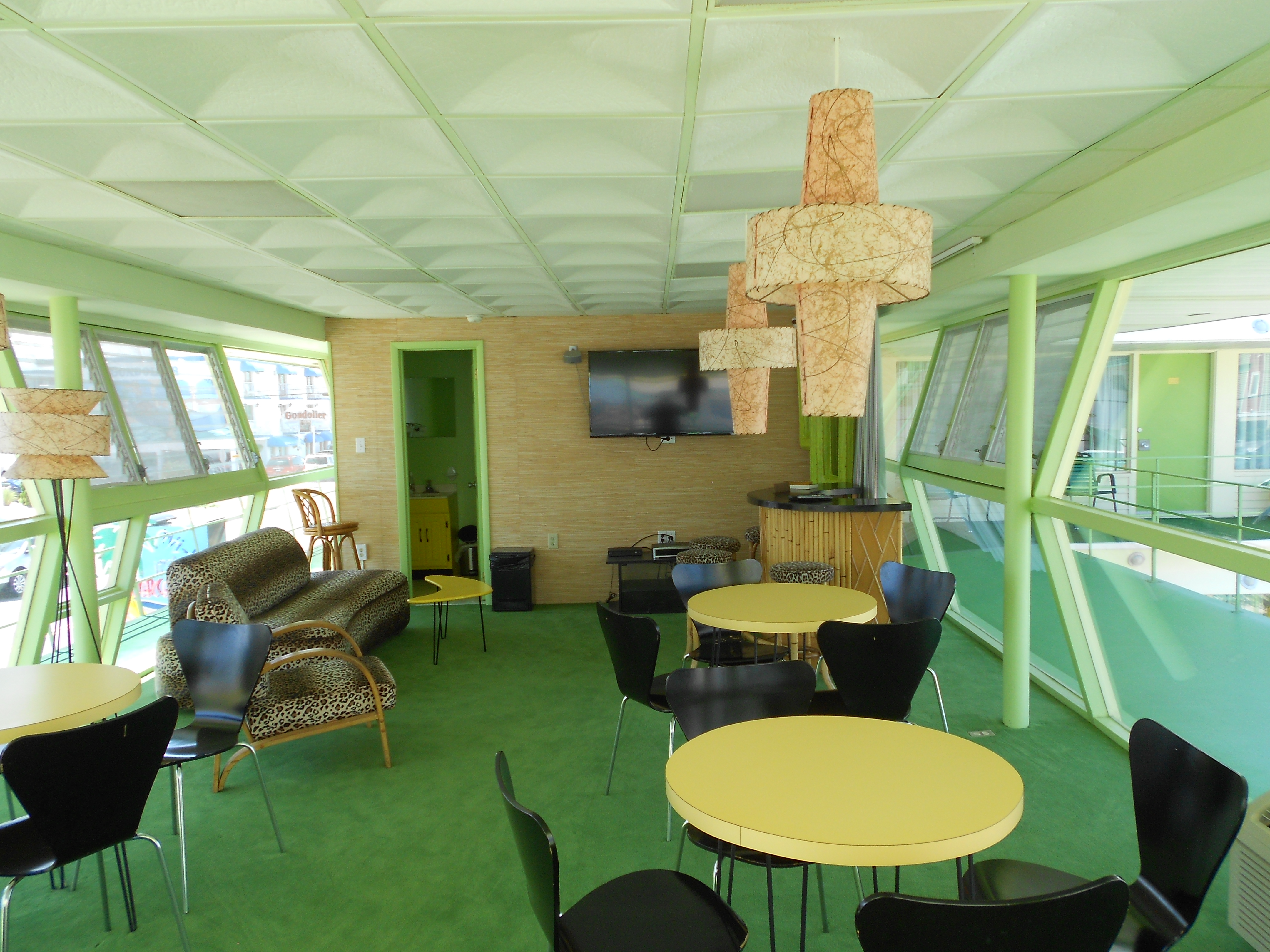
Salón
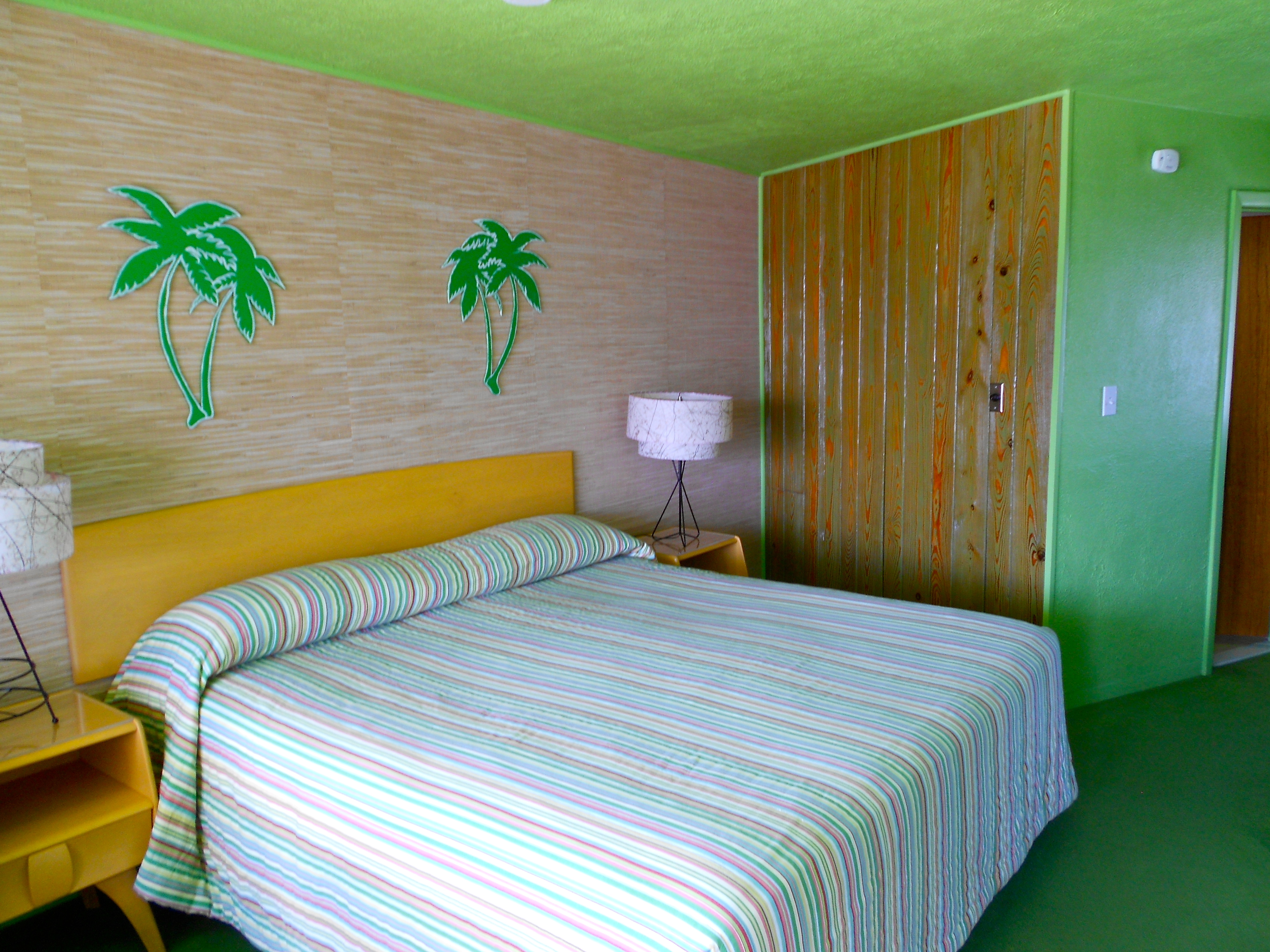
Habitación